# Charlot falso barone
Charlot falso barone (Caught in a Cabaret) è un cortometraggio del 1914 diretto e interpretato da Mabel Normand. Il film, prodotto dalla Keystone Pictures Studio, è considerato da alcune fonti come co-diretto da Charlie Chaplin (co-sceneggiatore e protagonista del film), ma la cosa non è mai stata confermata ufficialmente. Il film, che presenta alcune tematiche (come le differenze di classe) che Chaplin avrebbe rielaborato nel corso della sua carriera, fu completato l'11 aprile 1914 e distribuito negli Stati Uniti dalla Mutual Film il 27 aprile. In italiano è stato trasmesso in TV coi titoli Charlot bugiardo e Charlot cameriere, mentre in inglese è noto anche come Charlie the Waiter, Prime Minister Charlie, Faking with Society, Jazz Waiter e The Waiter.

## Trama
Cameriere in un caffè, durante la pausa Charlot si aggira per il parco e sventa l'aggressione di un malintenzionato alla giovane nobile Mabel (dopo che lo spasimante della ragazza era stato velocemente messo in fuga); Mabel gli è riconoscente, e quando Charlot si presenta come barone Doobugle, primo ministro della Groenlandia, lo invita alla sua festa in villa nel tardo pomeriggio. Charlot, seguito dallo spasimante di Mabel, riprende in ritardo il lavoro venendo accolto a calci dal proprietario, che si calma quando Charlot mette KO da solo un energumeno armato che stava disturbando gli altri clienti.
All'ora della festa Charlot, elegantemente vestito come un vero barone, si presenta a Mabel che lo accoglie e lo introduce nel mondo della nobiltà. I drink si susseguono velocemente e subito la sbronza s'impadronisce del cameriere che, ricordatosi della sua attività, abbandona la festa e ritorna nel caffè. Lo spasimante di Mabel suggerisce alla comitiva festante un'improvvisata nel caffè con danze dove Charlot sta lavorando. Quando il finto barone viene smascherato, si scatena una caotica rissa in cui il proprietario, impazzito, tenta di uccidere Charlot finendo per distruggere il locale. Dopo averlo messo KO, Charlot tenta di dichiararsi a Mabel ma viene violentemente respinto.

## Distribuzione
Le date di uscita internazionali sono state:
- 27 aprile 1914 negli Stati Uniti
- 7 luglio 1916 in Danimarca (Chaplin som den falske Baron)
- 8 novembre 1917 in Spagna (Charlot camarero)
- 1918 in Svezia (Chaplin som lycksökare)
- 7 novembre in Italia
- 11 febbraio 1923 in Finlandia (Kaksoiselämää)